# Eulimostraca
Eulimostraca is een geslacht van weekdieren uit de klasse van de Gastropoda (slakken).

## Soorten
- Eulimostraca angusta (Watson, 1886)
- Eulimostraca armonica Espinosa & Ortea, 2007
- Eulimostraca burragei (Bartsch, 1917)
- Eulimostraca dalmata Espinosa & Ortea, 2007
- Eulimostraca encalada Espinosa, Ortea & Magaña, 2006
- Eulimostraca galapagensis Bartsch, 1917
- Eulimostraca indomatta Simone & Birman, 2007
- Eulimostraca linearis (Carpenter, 1858)
- Eulimostraca macleani Warén, 1992
- Eulimostraca subcarinata (d'Orbigny, 1841)